# Kurt Knittel
Kurt Adolf Karl Knittel (* 23. September 1910 in Karlsruhe; † 27. Januar 1998 ebenda) war ein deutscher SS-Oberscharführer und Abteilungsleiter im KZ Auschwitz und nach dem Zweiten Weltkrieg Regierungsschulrat am Oberschulamt in Karlsruhe.

## Leben
Knittel wurde 1910 als Sohn eines Bankangestellten in Karlsruhe geboren. Er besuchte das Lehrerseminar in Karlsruhe und trat 1934 als Volksschullehrer in den badischen Schuldienst ein. 1933 trat er der SS bei und wurde 1935 SS-Sturmschulungsmann bei der 62. SS-Standarte in Karlsruhe. Ab 1939 war Knittel Angehöriger der Waffen-SS und war für die Schulungsarbeit im KZ Sachsenhausen eingesetzt.
Spätestens Mitte September 1942 wurde Knittel ins KZ Auschwitz versetzt. In Auschwitz war Knittel als „Schulungsführer“ mit der ideologischen Schulung des KZ-Personals betraut. Zuerst auf dem Gelände der Wirtschaftsgebäude der SS untergebracht, wurde die Truppenbetreuung im Januar 1942 in die KZ-Kommandantur verlegt. Im Mai 1942 ließ Knittel seine Frau Annemarie nachkommen, die als Scharleiterin der NS-Frauenschaft tätig war. Knittel veranstaltete u. a. ideologische Schulungsabende, aber auch „Kulturabende“ mit Gastspielen von Theatern, Schauspielern und Musikern. Insbesondere mit den von ihm organisierten Schulungen trug Knittel dazu bei, den ideologischen Fanatismus des KZ-Personals im Vernichtungslager Auschwitz-Birkenau weiter zu festigen. Wegen seiner „salbungsvollen Stimme“ wurde Knittel vom KZ-Personal auch „Truppen-Jesus“ genannt. Aufgrund seiner Aktionen in Auschwitz wurde Knittel 1943 zum SS-Oberscharführer befördert und erhielt am 30. Januar 1944 das Kriegsverdienstkreuz II. Klasse mit Schwertern. Knittel hielt nach dem gescheiterten Attentat vom 20. Juli 1944 am 25. Juli den Vortrag Der Nationalsozialismus in seiner Stellung zum deutschen und europäischen Geistesleben, zu dem alle SS-Führer des Standorts Auschwitz befohlen wurden.
Doch schon einen Monat später wurden die Auswirkungen der sich nähernden Ostfront spürbar. Der Standortbefehl vom 18. August 1944 kündigte denn auch die Einschränkung des „kulturellen Lebens“ an. Die Vergasungen im Vernichtungslager Auschwitz-Birkenau wurden am 2. November 1944 eingestellt. Im Januar 1945 begann wegen der näher rückenden Front die Evakuierung des KZ Auschwitz. Die Gefangenen wurden in einem Todesmarsch in das KZ Mittelbau-Dora verlegt. Hierbei wechselte Knittel zusammen mit den meisten anderen SS-Offizieren in das thüringische KZ, wo er die Leitung der Abteilung VI (Fürsorge und Schulung) übernahm. Im April setzten die Todesmärsche von Mittelbau nach Bergen-Belsen ein. Knittel wechselte jedoch nach der Auflösung des KZ Mittelbau nicht mehr nach Bergen-Belsen.

## Nach Kriegsende

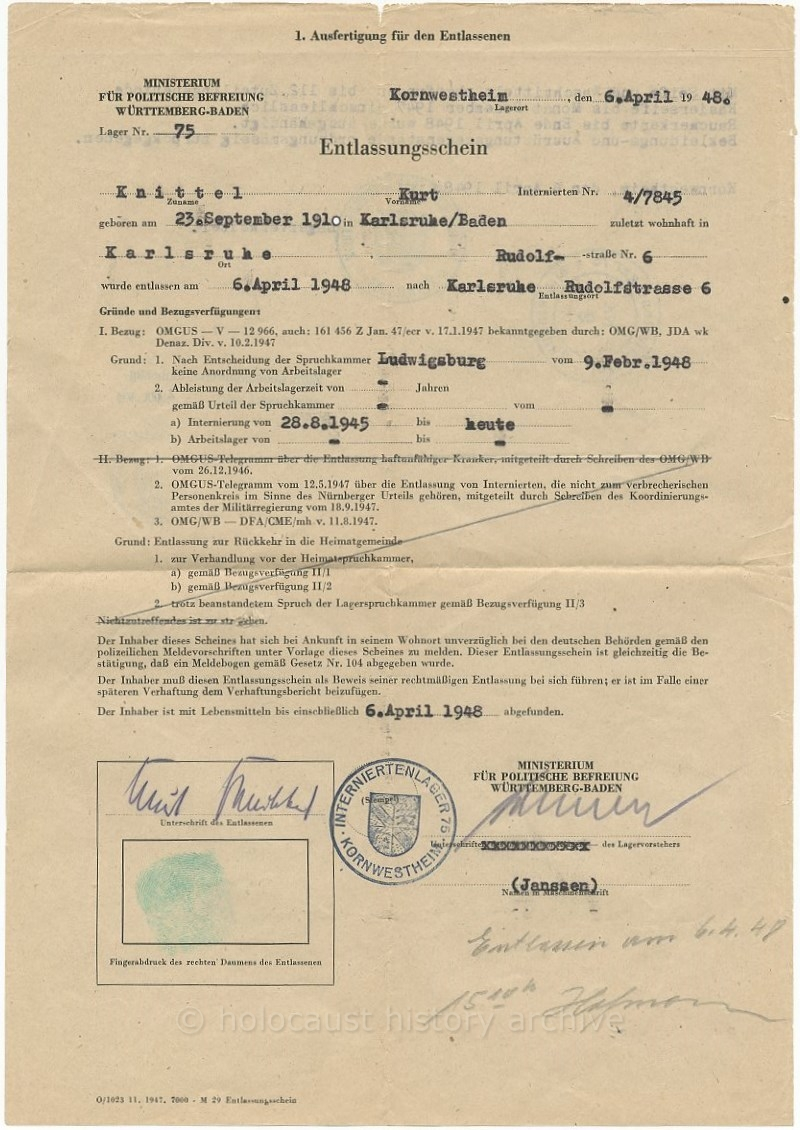
Entlassung aus der Internierung (1948)

Knittel geriet im August 1945 in US-amerikanische Kriegsgefangenschaft und war in Ludwigsburg und Kornwestheim bis April 1948 interniert. Knittels Karlsruher Hausarzt Robert Schwank stellte ihm 1946 einen Persilschein aus, in dem er bezeugte, dass Knittel bei seiner Veranlagung an keinen terroristischen Aktivitäten teilgenommen haben könne, zudem sei er mit einem jüdischen Mitschüler befreundet gewesen. In seinem Spruchkammerverfahren wurde Knittel als „Minderbelasteter“ zu einer anderthalbjährigen Bewährungsstrafe und zur Zahlung von 1.000 Reichsmark als Wiedergutmachung verurteilt.
Im Dezember 1948 fand Knittel eine Anstellung als Dramaturg einer Wanderbühne in Villingen. Ein Jahr später arbeitete er als Mittelschullehrer wieder im Schuldienst. Das Oberschulamt in Karlsruhe beschäftigte ihn 1957 als Referent für Volks-, Mittel- und Sonderschulen. Zwei Jahre später wurde er zum Regierungsschulrat befördert. Knittel brachte sich aktiv in das Karlsruher Kulturleben ein, u. a. war er Gründer und Leiter der Jugendbühne des Badischen Staatstheaters, amtierte zehn Jahre als Geschäftsführer der Karlsruher Volksbühne und war mehrere Jahre als Verwaltungsrat an der Hochschule für Musik tätig. Zudem war er Mitglied des Schulbeirats des Südwestrundfunks.
Ein Ermittlungsverfahren der Staatsanwaltschaft Frankfurt am Main gegen ihn wurde 1962 eingestellt. Im Auschwitzprozess wurde sein Name allerdings mehrfach während der Zeugenbefragungen genannt und kam damit wieder in Erinnerung. Die Staatsanwaltschaft im Auschwitzprozess betonte die moralische Schuld der Schreibtischtäter, die in der jungen Bundesrepublik Deutschland wieder ehrenvolle Ämter bekleideten, wobei explizit auch Knittel genannt wurde:

„Sicherlich nicht das gravierendste, aber wohl in seiner Konstellation ungeheuerlichste Beispiel dieser Art ist für mich […] der ehemalige Oberscharführer Knittel. Es gibt kaum einen Kommandantur- oder Standortbefehl in den Gerichtsakten, in dem nicht sein Name auftaucht. Er war es, […], der dafür sorgte, daß die SS-Mannschaften, soweit das überhaupt noch möglich war, immer noch weiter verhetzt wurden gegen ihre Opfer. Und dieser Mann setzt heute seine segensreiche Tätigkeit fort, indem er als Regierungsschulrat in Baden-Württemberg für die Erziehung eines Teils der deutschen Jugend arbeitet.“

Aufgrund der umfangreichen Presseberichterstattung im Rahmen des Auschwitzprozesses war eine weitere Beschäftigung Knittels im Schuldienst aus Sicht des Landes Baden-Württemberg nicht mehr möglich, so dass Knittel 1962 an die Badische Landesbibliothek abgeordnet wurde, wo er außerhalb des Blickfeldes der Öffentlichkeit bis 1975 Dienst tat. Die endgültige Versetzung erfolgte 1968. In der BLB übernahm er bibliothekarische Tätigkeiten in den historischen Sammlungen und bei der systematischen Erschließung des Nachlasses von Reinhold Schneider. Knittel empfand seine Versetzung in die Badische Landesbibliothek als ungerechtfertigt und bemühte sich hartnäckig und zuletzt erfolgreich um eine finanzielle Besserstellung.

## Schriften
- Eichendorffs Heidelberg-Erlebnis. In: Badische Heimat. Heft 1, 1952, S. 6ff.
- Lies deutsche Schrift! Eine Einführung in die deutsche Schreibschrift nach Briefen und Tagebuchblättern, hrsg. von Kurt Knittel, Karlsruhe: Braun, 1952